# Курута, Дмитрий Дмитриевич
Граф (с 22 августа 1826) Дмитрий Дмитриевич Курута (1769 или 1770 — 1833) — друг детства и доверенное лицо великого князя Константина Павловича. Благодаря протекции последнего сделал впечатляющую карьеру, дослужился до чина генерала от инфантерии (25.06.1828). Участник Наполеоновских войн и Польской кампании 1831 года.

## Биография
Родился в Константинополе в 1769 или 1770 году. Происходил из греческого рода, рос вместе с великим князем Константином Павловичем, которому в соответствии с так называемым греческим проектом Екатерины II — возрождением Византийской империи — отводилась роль её будущего правителя, в связи с чем его товарищами по детским играм должны были быть греки. Образование получил в так называемом Корпусе чужестранных единоверцев, фактически — в греческой гимназии. В 1787 году, получив звание подпоручика, был записан на службу в Санкт-Петербургский гренадерский полк и определён продолжать обучение великого князя греческому языку. В 1789 году был по собственному желанию переведён на службу во флот в звании мичмана. Участвовал в боевых действиях против шведов, в том числе в сражении у острова Гогланд, в котором хорошо себя проявил и получил под командование галеру «Кронверк», отличившись в сражении против шведского гребного флота 28 июня. В 1794 году находился в составе посольской миссии Голенищева-Кутузова в Константинополь в качестве инженерного офицера, по возвращении на родину сначала командовал фрегатом «Автроиль», крейсировал около шведских берегов. С 1800 года руководил строительством по берегам Финского залива маяков и сигнальных станций, а затем до 1803 года командовал эскадрой ялов.
8 марта 1803 года был определён в свиту великого князя по квартирмейстерской части, переименован в подполковники. В 1805—1807 годах участвовал в боевых действиях против французов: в частности, в 1805 году сражался под Аустерлицем, получив за это сражение орден Святого Владимира 4-й степени с бантом, а в 1806—1807 годах воевал в Пруссии. 20 января 1808 года за храбрость, проявленную в Гейльсборгском сражении, был повышен в звании до полковника. 26 ноября 1809 года удостоился ордена Святого Георгия 4-й степени. 19 июля 1810 года получил назначение флигель-адъютантом великого князя, в период с 1810 по 1811 года одновременно с этой должностью возглавлял Дворянский полк.
На момент начала в 1812 году Отечественной войны состоял обер-квартирмейстером 5-го резервного (гвардейского) корпуса, входившего в состав 1-й Западной армии. Участвовал в Бородинской битве и сражении под Красным. 25 декабря 1812 года за проявленные в этих сражениях отличия получил звание генерал-майора. В 1813—1814 годах участвовал в большинстве сражений заграничного похода русской армии: под Бауценом, Дрезденом, Кульмом, в так называемой "битве народов" под Лейпцигом, а также под Фер-Шампенуазом и в боях, предшествовавших взятию Парижа, в 1814 году, получив несколько как русских, так и иностранных орденов. В 1815 году, возвратившись в Россию, возглавил Главный штаб великого князя Константина Павловича в Варшаве, ставшего Главнокомандующим польскими войсками, Литовским отдельным корпусом и русским гвардейским отрядом. 6 ноября того же года, сохраняя эту должность, стал также директором 2-го кадетского корпуса и шефом Дворянского полка. 24 сентября 1816 года получил повышение в чине до генерал-лейтенанта, в 25 июня 1828 года — до генерала от инфантерии.

22 августа 1826 года был в знак признания различных заслуг возведён в графское достоинство Российской империи. В 1829 году получил орден Святого Андрея Первозванного. В 1831 году участвовал в подавлении польского мятежа, сражался при Вавре, Грохове и Остроленке. Получив затем приказ преследовать Гелгуда, он отправился с отдельным отрядом в Литву, где, соединившись с отрядами генерала барона Д. Е. Сакена и князя С. А. Хилкова, преследовал неприятеля, разбил его под Вильной и вытеснил в Пруссию. За участие в подавлении восстания 25 июня 1831 года был удостоен звания генерала, состоящего при Особе Его Величества, а 7 августа 1831 года получил орден Святого Георгия 3-й степени 
В воздаяние отличнаго мужества и храбрости, оказанных в сражении против польских мятежников 7 июня под городом Вильною на Панарских высотах.
 11 июня 1832 года вошёл в состав Военного совета.
Был холост и умер бездетным 13 (25) марта 1833 года, был погребён в Стрельне на кладбище Спасо-Преображенской церкви.
Деятельность, личные качества и степень влияния Куруты на великого князя Константина Павловича разными современниками и историками оценивались по-разному.

## Награды
- Орден Святого Иоанна Иерусалимского, кавалерский крест (1800)
- Орден Святого Владимира 4-й степени с бантом (24 февраля 1806)
- Орден Святого Георгия 4-й степени (26 ноября 1809)
- Орден Святой Анны 2-й степени (30 августа 1811)
- Алмазные знаки к ордену Святой Анны 2-й степени (1812)
- Золотая шпага с надписью «За храбрость», украшенная алмазами (29 октября 1813)
- Орден Святой Анны 1-й степени (17 сентября 1814)
- Орден Святого Владимира 2-й степени (28 ноября 1815)
- Бриллиантовые знаки к ордену Святой Анны 1-й степени (17 апреля 1816)
- Орден Белого орла (Царство Польское, 14 марта 1818)
- Орден Святого Александра Невского (11 октября 1820)
- Бриллиантовые знаки к ордену Святого Александра Невского (2 июня 1825)
- Орден Святого Владимира 1-й степени (3 февраля 1826)
- Знак отличия беспорочной службы за XL лет (22.08.1828)
- Орден Святого апостола Андрея Первозванного (11 мая 1829)
- Орден Святого Георгия 3-й степени (7 августа 1831)

Иностранные:
- Австрийский орден Леопольда, командорский крест (1814)
- Баварский Военный орден Максимилиана Иосифа, командорский крест (1814)
- Прусский Орден Красного орла 2-й степени (1814)
- Прусский Кульмский крест (1816)
- Прусский Орден Красного орла 1-й степени (1819)